# Insurgência

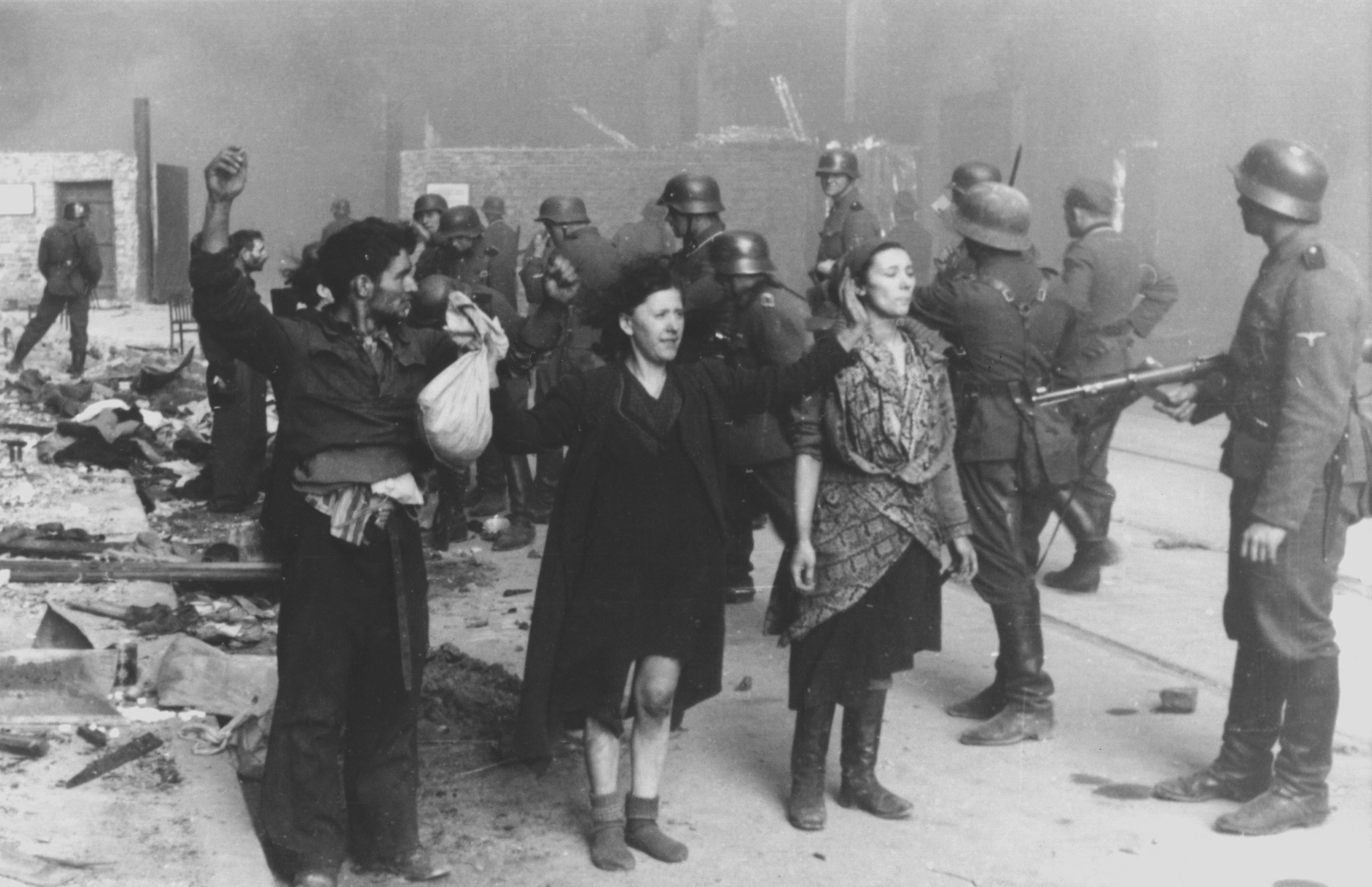
Cena da Levante do Gueto de Varsóvia, 1943.

Uma insurgência (português brasileiro) ou insurreição (português europeu) é uma rebelião contra um poder estabelecido, seja porque é tido pelos rebeldes como ilegítimo, seja por se tratar de força ocupante estrangeira. Em qualquer hipótese, os rebeldes não são reconhecidos como parte beligerante. Insurgências são geralmente revoltas localizadas, que não chegam a constituir uma guerra civil – caso em que grupos rebeldes, dotados de um comando responsável pelas operações militares, chegam a dominar parte do território do Estado.
Grupos insurgentes podem, entretanto, vir a ser reconhecidos como parte beligerante, passando, nesse caso, a ser investidos da qualidade de sujeitos transitórios de Direito Internacional. No Direito Internacional, beligerância é a disposição de uma nação em estado de guerra com outra.
Em 2008, por exemplo, as Farc (Forças Armadas Revolucionárias da Colômbia) reivindicaram o seu reconhecimento como força beligerante, o que lhes daria o estatuto de pessoa jurídica internacional e, por conseguinte, a capacidade de firmar tratados.
Durante a Guerra Civil Americana, os Estados Confederados da América não eram reconhecidos como um Estado soberano, porém eram reconhecidos como força beligerante, e, desta maneira, os navios de guerra confederados receberam os mesmos direitos que os navios de guerra americanos em portos estrangeiros.
Portanto, se existe uma rebelião contra um poder estabelecido, e se os rebelados não são formalmente reconhecidos como beligerantes, a rebelião é uma insurgência ou insurreição. Uma vez estabelecido o estado de beligerância, as relações entre as partes são regidas pelas leis de guerra.
Diversos termos, nenhum deles definidos precisamente, são comumente encaixados na categoria de "insurgências" (rebeliões, revoltas, etc.). A base de uma insurgência pode ser política, econômica, religiosa, étnica ou uma combinação de fatores. 
Por vezes duas ou mais insurgências podem existir simultaneamente. A insurgência iraquiana não é a única a ter um governo reconhecido pela maioria dos Estados. Insurgências históricas, como a Guerra Civil Russa, foram multipolares e não seguiram o modelo tradicional de dois lados em oposição. Enquanto a Guerra Civil Angolana tinha dois lados principais (MPLA e UNITA), a FLEC era um movimento separatista simultâneo, que lutava pela independência da região de Cabinda. A multipolaridade pode ampliar a definição de insurgência a situações em que não há autoridade reconhecida, como na Guerra Civil da Somália, especialmente no período de 1998 a 2006, quando o país se fragmentou em estados menores, semiautônomos, que lutavam uns contra os outros, formando alianças temporárias.